# Satoshi Yamaguchi (1978)
Satoshi Yamaguchi (Sakawa, Districte de Takaoka, Prefectura de Kōchi, Japó, 17 d'abril de 1978) és un futbolista japonès que disputà dos partits amb la selecció japonesa.